# Xylonaeus breviatus
Xylonaeus breviatus är en skalbaggsart som beskrevs av Heinrich Bickhardt 1916. Xylonaeus breviatus ingår i släktet Xylonaeus och familjen stumpbaggar. Inga underarter finns listade i Catalogue of Life.